# Edmondia fasciculata
Edmondia fasciculata là một loài thực vật có hoa trong họ Cúc. Loài này được (Andrews) Hilliard mô tả khoa học đầu tiên năm 1983.